# Coccothrinax alexandri
Coccothrinax alexandri är en enhjärtbladig växtart som beskrevs av Leon. Coccothrinax alexandri ingår i släktet Coccothrinax och familjen Arecaceae.

## Underarter
Arten delas in i följande underarter:
- C. a. alexandri
- C. a. nitida